# Николаев, Николай Иванович (Герой Советского Союза)
Николай Иванович Николаев (1914—1944) — советский военный лётчик штурмовой авиации ВМФ СССР в годы Великой Отечественной войны, Герой Советского Союза (16.05.1944). Гвардии капитан (14.04.1944).

## Биография
Родился 16 декабря 1914 года в деревне Сарево (ныне — Переславский район Ярославской области). Окончил 7 классов средней школы имени В. И. Ленина в городе Переславль, два курса Александровского педагогического училища в 1934 году. В том же году решил посвятить жизни авиации и поехал учиться га пилота гражданской авиации. В 1937 году окончил Школу Гражданского воздушного флота в Тамбове, а в 1938 году — курсы инструкторов-лётчиков при Курсах усовершенствования начальствующего состава Осоавиахима в Ульяновске. С января 1938 года работал лётчиком-инструктором в Метростроевском аэроклубе в Москве. 
В ноябре 1939 года призван на службу в Рабоче-крестьянский Красный Флот. В декабре 1940 года окончил Военно-морское авиационное училище имени И. В. Сталина в городе Ейске. С марта 1941 года служил младшим лётчиком 1-го минно-торпедного авиационного полка ВВС Балтийского флота. Летал на самолётах Р-5, СБ и ДБ-3Ф.
В боях Великой Отечественной войны с июня 1941 года. Воевал в составе того же полка. Ввиду стремительного наступления немецких войск в Прибалтике полк действовал в начале войны на сухопутном фронте, где на двинском направлении экипаж Николаева выполнил 14 боевых вылетов, уничтожил 5 немецких танков, 1 автомашину, береговую артиллерийскую батарею. При налёте на финский порт Котка им уничтожены портовые сооружения и склад. В июле 1941 года его самолёт был сбит, но раненый лётчик сумел спастись.
В конце июля направлен на переобучение на новейшие в то время штурмовики Ил-2. После их освоения зачислен в ВВС Черноморского флота командиром звена в 18-й штурмовой авиационный полк (в марта 1943 года — 8-й гвардейский штурмовой авиационный полк). В июле 1943 года стал командиром эскадрильи. С августа 1943 по февраль 1944 года командовал звеном в 47-м штурмовом авиационном полку ВВС флота, затем вернулся командиром эскадрильи в свой прежний полк. Участвовал в обороне Одессы, в обороне Перекопского перешейка, в обороне Севастополя и в битве за Кавказ. 
К апрелю 1944 года командир эскадрильи 8-го гвардейского штурмового авиаполка 11-й штурмовой авиационной дивизии ВВС Черноморского флота гвардии старший лейтенант Николай Николаев совершил 127 боевых вылетов на самолёте Ил-2 на штурмовку вражеской боевой техники, нанеся противнику большие потери. Уничтожил лично уничтожил 7 самолётов противника на вражеских аэродромах, 7 танков, 6 танкеток, 4 бронемашины, 8 полевых орудий, 12 зенитных орудий, 31 миномёт, 13 зенитных пулемётов, 118 автомашин с войсками и грузами, 2 штабных автобуса, 4 трактора-тягача, 63 конные повозки, до батальона живой силы. Кроме того, в воздушном бою 4 ноября 1941 года сбил 1 немецкий самолёт. В ходе Крымской наступательной операции выполнил ведущим группы штурмовиков на порт Судак, в ходе которого были потоплены 3 и повреждены 3 быстроходные десантные баржи, а в порту взорван склад боеприпасов.
Указом Президиума Верховного Совета СССР от 16 мая 1944 года за «образцовое выполнение боевых заданий командования на фронте борьбы с немецкими захватчиками и освобождение Крымского полуострова и гор. Севастополя и проявленные при этом отвагу и геройство» гвардии старший лейтенант Николай Иванович Николаев был удостоен звания Героя Советского Союза. Но орден Ленина и медаль «Золотая Звезда» он получить не успел.
После завершения разгрома противника в Крыму 8-й гвардейский штурмовой авиационный полк ВМФ был передан в состав ВВС Балтийского флота и вскоре прибыл на Балтику. В ходе Выборгской наступательной операции 18 июня 1944 года при разгроме финского конвоя в Выборгском заливе гвардии капитан Н. И. Николаев погиб — направил свой горящий подбитый зенитным огнём самолёт на вражеский транспорт, ценой своей жизни уничтожив его. Символическое захоронение — на братской могиле на 4 км Ленинградского шоссе у Выборга.

## Награды
- Медаль «Золотая Звезда» Героя Советского Союза (16.05.1944)
- Орден Ленина (16.05.1944)
- Три ордена Красного Знамени (8.12.1941, 16.12.1941, 18.02.1942)
- Медаль «За оборону Севастополя»[6]
- Именные часы и именное оружие от Военного совета Черноморского флота (1941)[3].

## Память
- Его имя увековечено на Мемориале лётчикам Балтийского флота, погибшим над морем, в Борки Ломоносовского района Ленинградской области[7].
- Также его имя выбито на мемориале лётчикам-черноморцам в Севастополе.